# Maharim
Maharim (arab. محاريم) – wieś w Syrii, w muhafazie Idlib. W 2004 roku liczyła 922 mieszkańców.